# بوبي كول (لاعب غولف)
بوبي كول (بالإنجليزية: Bobby Cole)‏ هو لاعب غولف جنوب أفريقي، ولد في 11 مايو 1948 في سبرينغز ‏ في جنوب أفريقيا.

## وصلات خارجية
- بوبي كول على موقع رابطة لاعبي الغولف المحترفين (الإنجليزية)
- بوبي كول على موقع التصنيف العالمي الرسمي للغولف (الإنجليزية)